# Luke Musgrave
Lucas Musgrave, detto Luke (Bend, 2 settembre 2000), è un giocatore di football americano statunitense che milita nel ruolo di tight end per i Green Bay Packers della National Football League (NFL).

## Carriera universitaria
Musgrave giocò tutte le 12 partite nella sua prima stagione a Oregon State, ricevendo 2 passaggi per 18 yard e mettendo a segno 2 tackle negli special team. Nella stagione 2020, accorciata per la pandemia di COVID-19, disputò 7 gare, di cui 3 come titolare, terminando con 12 ricezioni per 142 yard. Nella terza stagione ricevette 22 passaggi per 304 yard e un touchdown. Bloccò anche un punt e lo ritornò per 27 yard in touchdown nella vittoria per 42–34 su Utah, venendo premiato come giocatore degli special team della settimana della Pac-12 Conference. Nel 2022 fu inserito nella formazione ideale della Pac-12.

## Carriera professionistica
Musgrave fu scelto nel corso del secondo giro (42ª scelta assoluta) del Draft NFL 2023 dai Green Bay Packers. Debuttò come professionista partendo come titolare nella gara del primo turno contro i Chicago Bears ricevendo 3 passaggi per 50 yard dal quarterback Jordan Love. Il primo touchdown lo segnò su una ricezione da 20 yard nella vittoria del nono turno contro i Los Angeles Rams. Nel primo turno di playoff ricevette 52 yard e segnò un touchdown nella vittoria in trasferta che eliminò i Dallas Cowboys numero 2 del tabellone.

## Vita privata
Il padre, Doug Musgrave, giocò come quarterback a Oregon. Lo zio, Bill Musgrave, giocò anch'egli come quarterback a Oregon prima di allenare nella NFL.